# Мадагаскарски зелен гълъб
Мадагаскарският зелен гълъб (Treron australis) е вид птица от семейство Гълъбови (Columbidae).

## Разпространение и местообитание
Видът е разпространен на Мадагаскар, Коморските острови и Майот.
Естествените му местообитания са субтропичните и тропически сухи гори и влажни низини.